# لي إتش روزنتال
لي إتش روزنتال (بالإنجليزية: Lee H. Rosenthal)‏ (و. 1952 – م) هي محامية، وقاضية من الولايات المتحدة الأمريكية .

## التعليم
تعلمت في جامعة شيكاغو.

## مناصب وهيئات
أدارت جامعة هيوستن.